# سيون أسيدون
سيون أسيدون ولد في ماي 1948 بأكادير، وهو مناضل حقوقي مغربي من ديانة يهودية مناهض للصهيونية. يعتبر أسيدون من أبرز مناضلي اليسار الماركسي المغربي، وكان من مؤسسي منظمة 23 مارس. قضى أسيدون خلال مسيرته النضالية أكثر من 12 سنة من السجن السياسي في فترة السبعينيات والثمانينيات (ما بين 1972 و 1984).

## حياته
ولد سيون أسيدون سنة 1948 بمدينة أكادير سليلا لعائلة يهودية مغربية أمازيغية. انتقل إلى الدار البيضاء، بعد الزلزال الذي ضرب أكادير، وكان سيون يبلغ من العمر 12 سنة فقط.
هاجر سيون رفقة عائلته إلى فرنسا وتابع دراسته في مجال الرياضيات بالعاصمة باريس، حيث تشبع بالفكر اليساري، قبل أن يقرر العودة إلى بلده المغرب سنة 1967 بعد إتمام دراسته.
أسس سنة 1986 شركة معلوميات، وهو متزوج من سيدة فلسطينية أمريكية لديه منها ابن يدعى ميلال. وهو منسق وقيادي في حركة مقاطعة إسرائيل العالمية، وعضو مؤسس ل”ترانسبارانسي المغرب” في 2005.

## علاقته بالصهيونية
ذكر سيون أسيدون في مقال كتبه أنه «لم يولد مناهضاً للصهيونية»، مشيراً إلى أنه نشأ في عائلةٍ مغربية يهودية، «وبما أن آبائي لا صلة لهم بالفكر الشيوعي، فحظوظي كانت ضئيلة لأعي منذ صغري وتلقائياً حقيقة الأمور. وهكذا، مرّت سنواتٌ قبل أن أُصدم وأهتز وأخرج اضطراراً من قالب النظرة المكتسبة ومن الإحساس المبتذل للتضامن الطائفي».
يرجع أسيدون التحول في حياته وأفكاره من مُناصر لـ«الإيديولوجية الطائفية»، إلى مناهض للصهيونية، إلى ظرفين كان لهما الفضل في هذا التحول الكبير، بحسب قوله.
- كان الظرف الأول هو ماركس وأفكاره الشيوعية، ما جعله يقتنع أن «الصهيونية» ليست حلاً للمسألة اليهودية، بل «أسوأ إجابة حولها».
- أما الظرف الثاني كان حينما انتقل إلى المغرب سنة 1967، والذي كان حاسما بالنسبة لمواقفه من الاحتلال الإسرائيلي؛ إذ أسهم نضاله «الثوري» ضمن اليسار المغربي لإحداث تغيير في البلاد، ساهم بشكل كبير في فهمه لمعاناة الفلسطينيين. وذكر أسيدون أن: «اليسار الجديد في المغرب، كما في باقي العالم العربي، هو مولود 1967، وقد شكّلت القضية الفلسطينية جزءاً لا يتجزأ من نضالنا».[6]

تعلّق أسيدون بالقضية الفلسطينية، وإيمانه بشرعيتها، توطد خلال اعتقاله في السجون المغربية بسبب نضالاته رفقة اليساريين بالمغرب.
لا يعتبر سيون أسيدون اليهودي الوحيد حينها المناهض للصهيونية بالمغرب، بل رافقه حتى أبراهام السرفاتي، اليهودي الذي يعتبر من المؤسسين البارزين لليسار المغربي، والذي توفي سنة 2010.